# Kyle (Dakota Południowa)
Kyle – jednostka osadnicza w Stanach Zjednoczonych, w stanie Dakota Południowa, w hrabstwie Shannon.